# Хромосома 16 (людина)

Ідіограма 16-ї хромосоми людини

Хромосома 16 є однією з 23 пар хромосом людини. За нормальних умов у людей дві копії цієї хромосоми. 16-та хромосома має в своєму складі 90 млн пар основ або трохи більше ніж 3 % від загальної кількості нуклеотидів в ДНК клітин.
Ідентифікація генів кожної хромосоми є пріоритетним напрямком наукових досліджень в генетиці. Проте, дослідники застосовують різні підходи щодо визначення кількості генів в кожній хромосомі, внаслідок цього дані щодо їх кількості демонструють різні цифри. Це також стосується і хромосоми 16, в якій налічується від 850 до 1200 генів.

## Гени
В даному розділі наводяться найбільш досліджені гени, що розташовані на 16 хромосомі
| - ACSF3 — виробляє Acyl-CoA synthetase family member 3 - CBLN1 — глікопротеїн прецеребелін, попередник церебеліну - CCL17 — CC-хемокіновий ліганд 17 - CCL22 — CC-хемокіновий ліганд 22 - CX3CL1 — CX3C-хемокіновий ліганд 1 - DPEP2 — кодує ензим діпептидазу 2 - CDH1 — протеїн клітинної адгезії (E-кадгерин, CD324) - CDH5 — VE-кадгерин, протеїн клітинної адгезії (CD144) - CYBA — цитохром b-245, альфа-ланцюг - GAN — гігаксонин - GOT2 — аспартатамінотрансфераза 2, мітохондріальна - HP — гаптоглобін - HSD11B2 — 11-бета- гидроксистероїддегідрогеназа, тип 2 - LCAT — лецитинхолестеринацилтрансфераза - MC1R — рецептор меланокортину 1, (рецептор α-меланоцит-стимулюючего гормону) - MLYCD - MMP2 - NLRC5 — протеїн 5, що містить нуклеотид- зв'язуючий домен олігомеризації - NOD2 — протеїн 2, що містить нуклеотид- зв'язуючий домен олігомеризації - TAT — тирозин-амінотрансфераза | - ABCC6 — член 6 підродини C (CFTR/MRP) АТФ--зв'язуючих касетних переносників - AQP8 — протеїн групи аквапоринів, водний канал - Аланіл-тРНК-синтаза - CREBBP — CREB — зв'язуючий протеїн - COQ7 — гомолог коферменту Q7 (убіхінона), S. cerevisiae - GOT2 - ITGAD — глікопротеїн з надродини інтегринів (альфа-D) - ITGAL — глікопротеїн з надродини інтегринів (альфа-L) - ITGAM — глікопротеїн з надродини інтегринів (альфа-M) - ITGAX — глікопротеїн з надродини інтегринів (альфа-X) - Коронін-1A - LITAF — ліпополісахарид-індукований ФНП - MEFV — протеїн середземноморської сімейної гарячки - NLRC3 — протеїн 3, що містить нуклеотид- зв'язуючий домен олігомеризації - PKD1 — протеїн автосомно-домінантного полікістозу нирок 1 - SPN — протеїн, належить до фосфопротеїнів - TSC2 — протеїн туберозного склерозу 2 (туберин) - UQCRC2 |

## Хвороби та розлади
- Трисомія 16-ї хромосоми
- Середземноморська сімейна гарячка
- Комбінована малонова та метилмалонова ацидурія (CMAMMA)
- Хвороба Крона
- Таласемія
- Автосомно-домінантний полікістоз нирок
- Аутизм
- Шизофренія
- Синдром Вінчестера
- Синдром Рубінштейна-Тейбі
- Ожиріння[2]
- Руде волосся